# James Franck
James Franck (Hamburg, 1882. augusztus 26. – Göttingen, 1964. május 21.) Nobel-díjas német fizikus.

## Életrajza
James Franck, vagy Franck, James a németországi Hamburgban született 1882. augusztus 26-án a zsidó bankár JacobFrank és felesége Rebeka legidősebb fiaként. Hamburgban töltötte gyermekkorát és itt tanult a Wilhelm-Gymnasium-ban, melyet 1902-ben fejezett be. Ezután rövid ideig a Heidelbergi egyetemen kémiát tanult, majd Berlinben, többek között Paul Drude és Emil Warburg mellett fizikát, majd 1906 után asszisztens, röviddel ezután Berlinben Heinrick Rubens mellett dolgozott, 1911-től előadó, 1916-tól egyetemi docens lett.
1911-ben kötött házasságot Franck Ingrid Josefsonnal, két lányuk: Dagmar és Lisa született.
Frank 1946-ban másodszor is megnősült; egykori asszisztensét vette feleségül
James Franck Göttingenbe költözött, itt végezte díjazott munkáját, ahol 1920-ban kinevezték a fizika professzorává. A náci politika elleni tiltakozásul 1933-ban lemondott állásáról, és Dániába költözött, majd 1935-ben az Egyesült Államokba ment, itt Baltimore-ban a Johns Hopkins Egyetem professzora, majd 1938-ban pedig a Chicagói Egyetem fizikai-kémia professzora lett.
Göttingeni látogatása során Göttingenben halt meg, 1964. május 21-én, sírja Hamburgban található.

## Munkássága
Fotokémiai és atomfizikai kutatásai során a molekulák disszociációjakor fellépő energiának a molekulák sávos színképéből való meghatározásával foglalkozott. A II. világháború alatt részt vett az atombomba fejlesztésében. Ellenezte a bomba katonai célú bevetését. Azt javasolta, hogy hatását egy lakatlan területen felrobbantva mutassák be.
1925-ben Gustav Hertz-cel megosztva kapott fizikai Nobel-díjat az elektronokkal bombázott atomok gerjesztésére és ionizációjára vonatkozó kutatásokért. Megmutatta, hogy az ütköző elektronoknak bizonyos minimális energiára van szükségük ahhoz, hogy egy atomot az alapállapotából gerjesztett állapotba emeljenek fel.

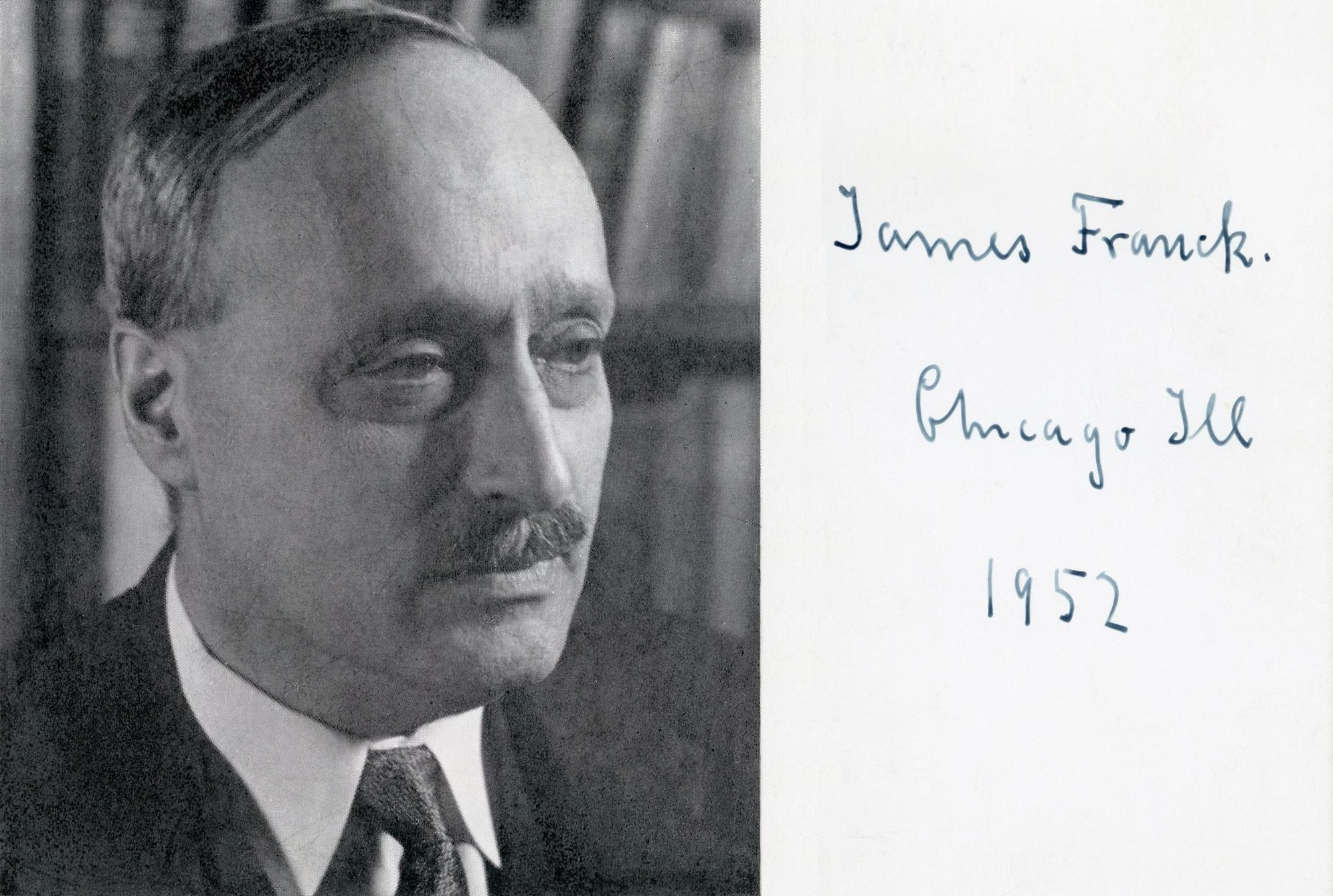